# Фінал Ліги чемпіонів УЄФА 2025
Фінал Ліги чемпіонів УЄФА 2025 року — фінальний матч розіграшу Ліги чемпіонів УЄФА 2024—25, 70-го сезону в історії Кубка європейських чемпіонів і 33-го сезону в історії Ліги чемпіонів УЄФА. Гра відбулася 31 травня 2025 року на «Альянц-Арені» в Мюнхені, Німеччина.
Переможець Ліги чемпіонів УЄФА 2024—25 ПСЖ автоматично потрапляє до етапу ліги Ліги чемпіонів 2025—26, а також зіграє з переможцем Ліги Європи УЄФА 2024—25 «Тоттенгем Готспур» за Суперкубок УЄФА 2025.

## Команди
У таблиці, фінали до 1992 року з епохи  Кубка європейських чемпіонів, а з 1993 року — епохи Ліги чемпіонів УЄФА.
| Команда         | Попередні виступи (жирним шрифтом виділені перемоги) |
| --------------- | ---------------------------------------------------- |
| Парі Сен-Жермен | 1 (2020)                                             |
| Інтер           | 6 (1964, 1965, 1967, 1972, 2010, 2023)               |

## Місце проведення
Стадіон вперше прийняв фінал клубного міжнародного турніру в 2012 році, коли на стадіоні відбувся Фінал Ліги чемпіонів УЄФА 2012.
У вересні 2019 року УЄФА оголосила про те, що фінал Ліги чемпіонів 2022 року мав відбутися на стадіоні «Альянц-Арена». У подальшому дату фінального матчу на стадіоні перенесли спершу на 2023, а згодом на 2025 рік.

## Шлях до фіналу
| Команда         | І | О  |
| --------------- | - | -- |
| Парі Сен-Жермен | 8 | 13 |

| Команда | І | О  |
| ------- | - | -- |
| Інтер   | 8 | 19 |

## Перед матчем

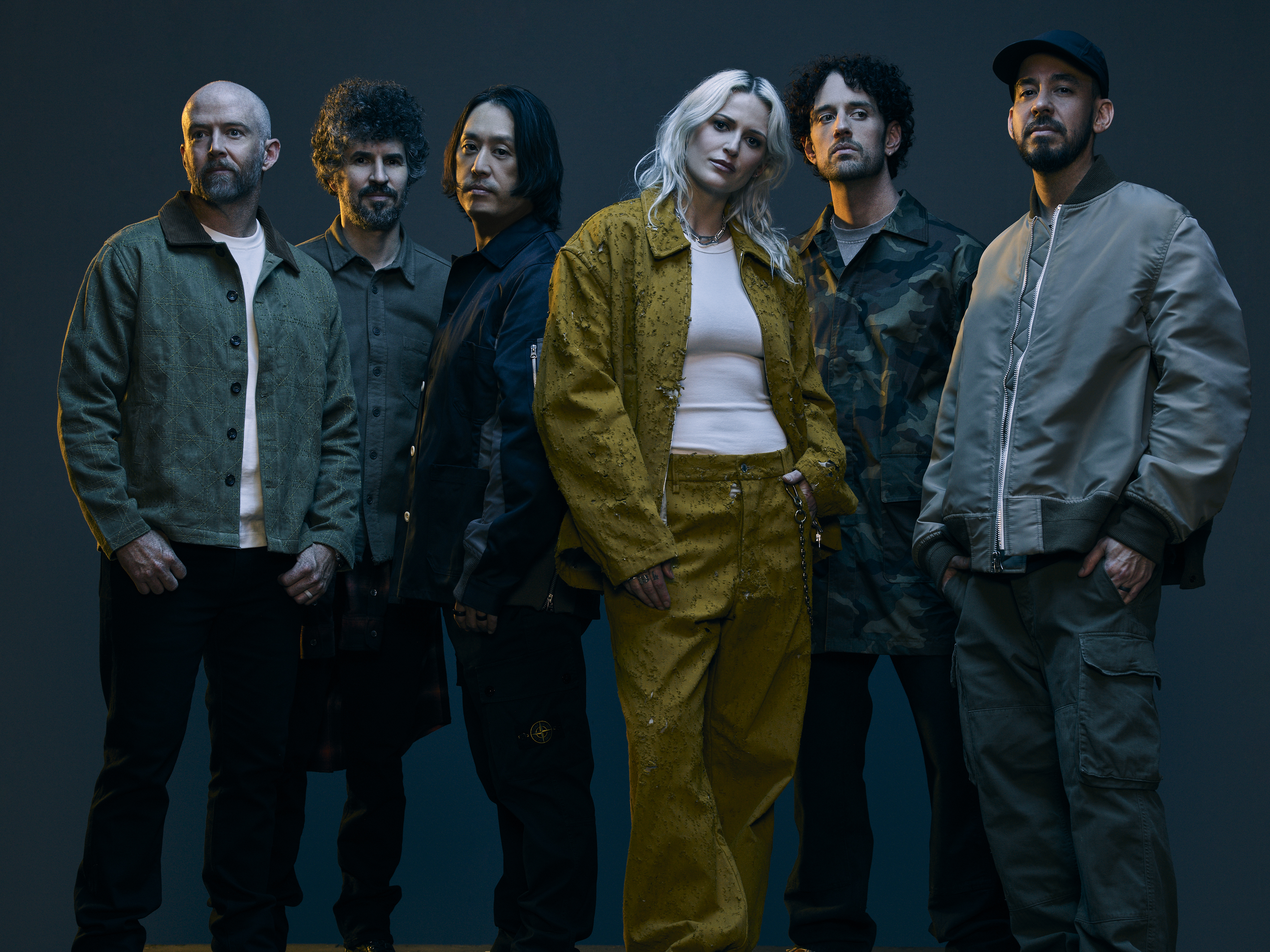
Linkin Park.

### Ідентичність
Візуальна айдентика фіналу Ліги чемпіонів УЄФА 2025 року була представлена 28 січня 2025 року.

### Церемонія відкриття
16 квітня 2025 року хедлайнером церемонії відкриття був названий американський рок-гурт Linkin Park.
26 травня було оголошено, що німецький скрипаль Девід Ґарретт зіграє переаранжовану версію гурту The White Stripes «Seven Nation Army» під час виходу команд на вручення трофею.

## Матч

### Деталі
Переможця першого півфіналу визначено як «домашню» команду для адміністративних цілей. Проте, якби у фіналі грала мюнхенська «Баварія», вона б приймала матч.
| 31 травня 2025 22:00 (CEST) |

| Парі Сен-Жермен                                           | 5:0      | Інтер |
| --------------------------------------------------------- | -------- | ----- |
| - Хакімі 12' - Дуе 20', 63' - Кварацхелія 73' - Меюлю 86' | Протокол |       |

| «Альянц-Арена», Мюнхен Глядачів: 64 327 Арбітр: Іштван Ковач (Румунія) |

| Парі Сен-Жермен | Інтер Мілан |

| ВР               | 1  | Джанлуїджі Доннарумма |     |     |
| ЗХ               | 2  | Ашраф Хакімі          | 90' |     |
| ЗХ               | 5  | Маркіньйос ()         |     |     |
| ЗХ               | 51 | Вільям Пачо           |     |     |
| ЗХ               | 25 | Нуну Мендіш           |     | 78' |
| ПЗ               | 87 | Жуан Невіш            |     | 84' |
| ПЗ               | 17 | Вітінья               |     |     |
| ПЗ               | 8  | Фабіан Руїс           |     | 84' |
| НП               | 14 | Дезіре Дуе            | 65' | 66' |
| НП               | 10 | Усман Дембеле         |     |     |
| НП               | 7  | Хвіча Кварацхелія     |     | 84' |
| Запасні:         |    |                       |     |     |
| ВР               | 39 | Матвій Сафонов        |     |     |
| ВР               | 80 | Арнау Тенас           |     |     |
| ЗХ               | 3  | Преснель Кімпембе     |     |     |
| ЗХ               | 21 | Лукас Ернандес        |     | 78' |
| ЗХ               | 35 | Лукас Бералдо         |     |     |
| ПЗ               | 19 | Лі Канін              |     |     |
| ПЗ               | 24 | Сенні Меюлю           |     | 84' |
| ПЗ               | 33 | Воррен Заїр-Емері     |     | 84' |
| НП               | 9  | Гонсалу Рамуш         |     | 84' |
| НП               | 29 | Бредлі Баркола        |     | 66' |
| НП               | 49 | Ібраїм Мбає           |     |     |
| Головний тренер: |    |                       |     |     |
| Луїс Енріке      |    |                       |     |     |

| ВР               | 1              | Янн Зоммер           |     |         |
| ЗХ               | 28             | Бенжамен Павар       |     | 53'     |
| ЗХ               | 15             | Франческо Ачербі     | 71' |         |
| ЗХ               | 95             | Алессандро Бастоні   |     |         |
| ПЗ               | 2              | Дензел Дюмфріс       |     |         |
| ПЗ               | 23             | Ніколо Барелла       |     |         |
| ПЗ               | 20             | Хакан Чалханоглу     |     | 70'     |
| ПЗ               | 22             | Генріх Мхітарян      |     | 62'     |
| ПЗ               | 32             | Федеріко Дімарко     |     | 53'     |
| НП               | 9              | Маркус Тюрам         | 69' |         |
| НП               | 10             | Лаутаро Мартінес ()  |     |         |
| Запасні:         |                |                      |     |         |
| ВР               | 12             | Раффаеле Ді Дженнаро |     |         |
| ВР               | 13             | Хосеп Мартінес       |     |         |
| ЗХ               | 6              | Стефан де Врей       |     |         |
| ЗХ               | 30             | Карлос Аугусто       |     | 62'     |
| ЗХ               | 31             | Янн Аурел Біссек     |     | 53' 62' |
| ЗХ               | 36             | Маттео Дарміан       |     | 62'     |
| ПЗ               | 7              | Пйотр Зелінський     |     |         |
| ПЗ               | 16             | Давіде Фраттезі      |     |         |
| ПЗ               | 21             | Крістіан Асллані     |     | 70'     |
| ПЗ               | 59             | Нікола Залевський    | 53' | 56'     |
| НП               | 8              | Марко Арнаутович     |     |         |
| НП               | 99             | Мегді Таремі         |     |         |
| Головний тренер: |                |                      |     |         |
| Сімоне Індзагі   | Сімоне Індзагі | Сімоне Індзагі       | 58' |         |

| Гравець матчу: Дезіре Дуе (Парі Сен-Жермен) Помічники арбітра: Міхай Маріка (Румунія) Ференц Туньогі (Румунія) Четвертий арбітр: Жуан Піньєйру (Португалія) Резервний арбітр: Бруно Хесус (Португалія) Відеоасистент арбітра: Денніс Гіглер (Нідерланди) Відеоасистенти: Кетелін Попа (Румунія) Пол ван Букел (Нідерланди) | Регламент - 90 хвилин. - 30 хвилин додаткового часу за необхідності. - Серія пенальті за необхідності. - По дванадцять запасних гравців. - Максимум п'ять замін гравців від кожної команди посеред матчу та шоста у разі додаткового часу. |

### Статистика
| Статистика            | Парі Сен-Жермен | Інтер |
| --------------------- | --------------- | ----- |
| Голи                  | 2               | 0     |
| Удари по воротах      | 13              | 2     |
| Удари в площину воріт | 5               | 0     |
| Сейви                 | 0               | 3     |
| Володіння м'ячем      | 61%             | 39%   |
| Кутові                | 3               | 2     |
| Порушення             | 5               | 1     |
| Офсайди               | 0               | 1     |
| Жовті картки          | 0               | 0     |
| Червоні картки        | 0               | 0     |

| Статистика            | Парі Сен-Жермен | Інтер |
| --------------------- | --------------- | ----- |
| Голи                  | 3               | 0     |
| Удари по воротах      | 10              | 6     |
| Удари в площину воріт | 3               | 2     |
| Сейви                 | 2               | 0     |
| Володіння м'ячем      | 57%             | 43%   |
| Кутові                | 1               | 4     |
| Порушення             | 8               | 6     |
| Офсайди               | 0               | 4     |
| Жовті картки          | 2               | 4     |
| Червоні картки        | 0               | 0     |

| Статистика            | Парі Сен-Жермен | Інтер |
| --------------------- | --------------- | ----- |
| Голи                  | 5               | 0     |
| Удари по воротах      | 23              | 8     |
| Удари в площину воріт | 8               | 2     |
| Сейви                 | 2               | 3     |
| Володіння м'ячем      | 59%             | 41%   |
| Кутові                | 4               | 6     |
| Порушення             | 13              | 7     |
| Офсайди               | 0               | 5     |
| Жовті картки          | 2               | 4     |
| Червоні картки        | 0               | 0     |